# 下今市站

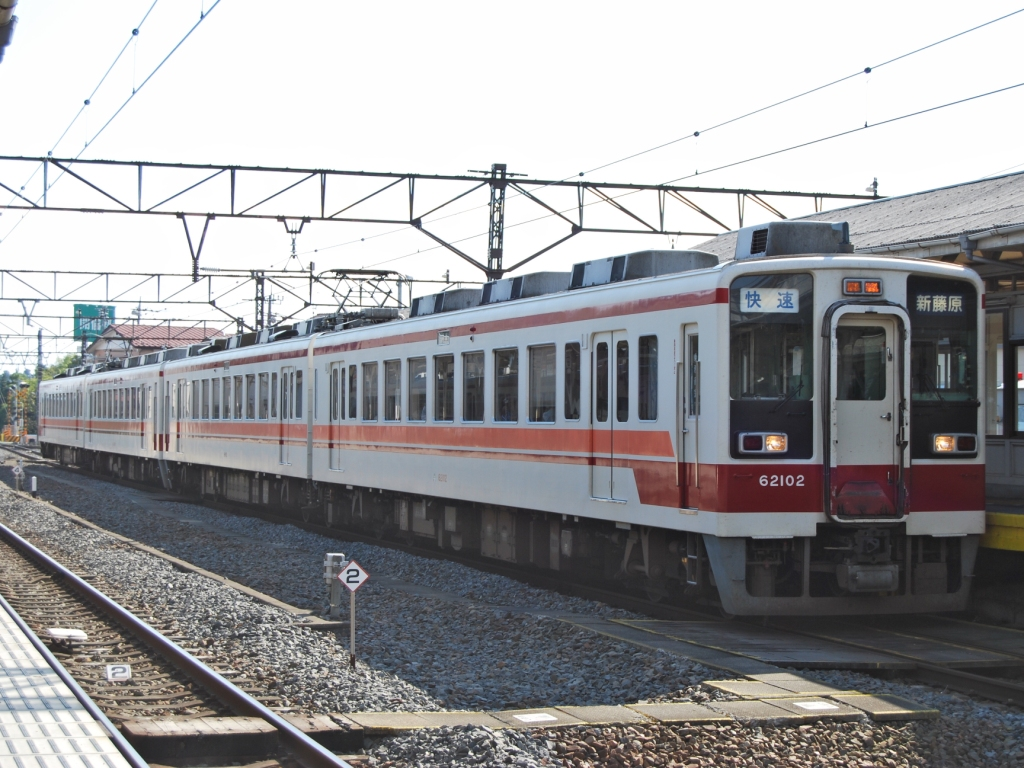
2號線停車中的野岩鐵道6050系100番台

下今市站（日语：／ Shimo-imaichi eki */?）位於日本栃木縣日光市今市，是屬於東武鐵道的鐵路車站。車站編號是TN 23。
此站有日光線與鬼怒川線停靠。鬼怒川線以此站為起點。

## 歷史
隨著日光線延伸工程的進行，1929年（昭和4年）7月7日新鹿沼 - 下今市區間部分開通，作為暫時終點站的本站啟用。站名取自所在地自治體「今市町」。當時有上町、中町、下町三個字，而本站位於「下町」因而命名為下今市。
1920年（大正9年）1月，擁有藤原線（新今市 - 新藤原間。之後的鬼怒川線）的下野電氣鐵道成為東武鐵道子公司。當時該線大谷向 - 新今市間設有「小倉町臨時停留場」做為本站接駁站。
1929年（昭和4年）10月1日，下今市 - 東武日光間通車，日光線全線開通。同年10月22日起，下野電氣鐵道藤原線大谷向以南的路線變更。廢止鄰接國有鐵道日光線今市站的起點站新今市站，改以本站為起點。但是與當時採用電壓1,500 V、軌距1,067 mm的東武日光線相比，下野電氣鐵道藤原線採用的是電壓550 V、軌距762 mm，規格完全不同。1931年（昭和6年）2月，藤原線全線完成軌距修正與電壓升壓，列車開始直通運轉。同時期，東武鐵道推動鬼怒川溫泉地區的觀光，因此藤原線的運輸需求逐年上升，最初淺草方向的直通運轉僅限於臨時團體列車，直至1935年（昭和10年）優等列車用車輛車デハ10形電車導入後，週末運行的特急列車開始直通藤原線。
太平洋戰爭爆發，日本實行戰時體制，業績低迷的下野電氣鐵道在1943年（昭和18年）5月1日併入東武鐵道，藤原線更名為鬼怒川線。終戰後的1954年（昭和24年）5月1日起，日光線東武日光方向起訖列車與鬼怒川線新藤原方向起訖列車開始並聯運行。並聯列車全列車在本站進行解並聯。
2015年（平成27年）8月，東武鐵道宣布將在鬼怒川線運行蒸汽機車（之後命名為SL「大樹」）。2016年（平成28年）4月宣布本站的整修計畫，將在站內新設下今市機關區（下今市SL機關庫）作為蒸汽機車的點檢、整備據點，同時站體也將改建為過去蒸氣機車運行時代的昭和復古風格。此外，也從JR西日本長門市站接手轉車盤。
2017年（平成29年）4月，站房部分啟用，同年5月開設下今市機關區，同年7月站房整修工程竣工，站內開設SL展示館、轉車盤廣場，全部工程完工。

### 年表
- 1929年（昭和4年）
  - 7月7日 - 日光線新鹿沼 - 下今市間部分開通，本站開業[1]。
  - 10月1日 - 日光線全線開通[1]。
  - 10月22日 - 下野電氣鐵道藤原線的起點從從新今市站改為本站[1]。
- 1943年（昭和18年）5月1日 - 東武鐵道合併下野電氣鐵道，藤原線更名為東武鬼怒川線[1]。
- 2012年（平成24年）3月17日 - 導入車站編號「TN 23」[2]。
- 2014年（平成26年）12月23日 - 新設天橋、電梯。關閉原天橋。
- 2017年（平成29年）
  - 5月2日 - 開設下今市機關區[16]。
  - 7月23日 - 站房整修工程完成，開設SL展示館、轉車盤廣場[15]。
  - 10月27日 - 舊天橋以「東武鐵道下今市站舊跨線橋」指定為國家登錄有形文化財（建造物）。

## 車站結構
本站為島式月台2面4線地上車站。站房在線路南側，有天橋通往月台。1929年（昭和4年）開設時就已存在的舊天橋在2017年（平成29年）10月以「東武鐵道下今市站舊跨線橋」指定為國家登錄有形文化財。
改建後的站房採用過去蒸氣機車運行時代的昭和復古風格。站房入口的站名標也使用過去的舊字體及從右書寫「驛市今下」。站體外觀與內部裝潢風格統一，剪票口旁的候車室空間有展示戰前、戰後的復古海報。
本站成為往日光、鬼怒川的觀光運輸據點開始，站內商店開始發售鐵路便當。2015年（平成27年）以前也在月台販售。

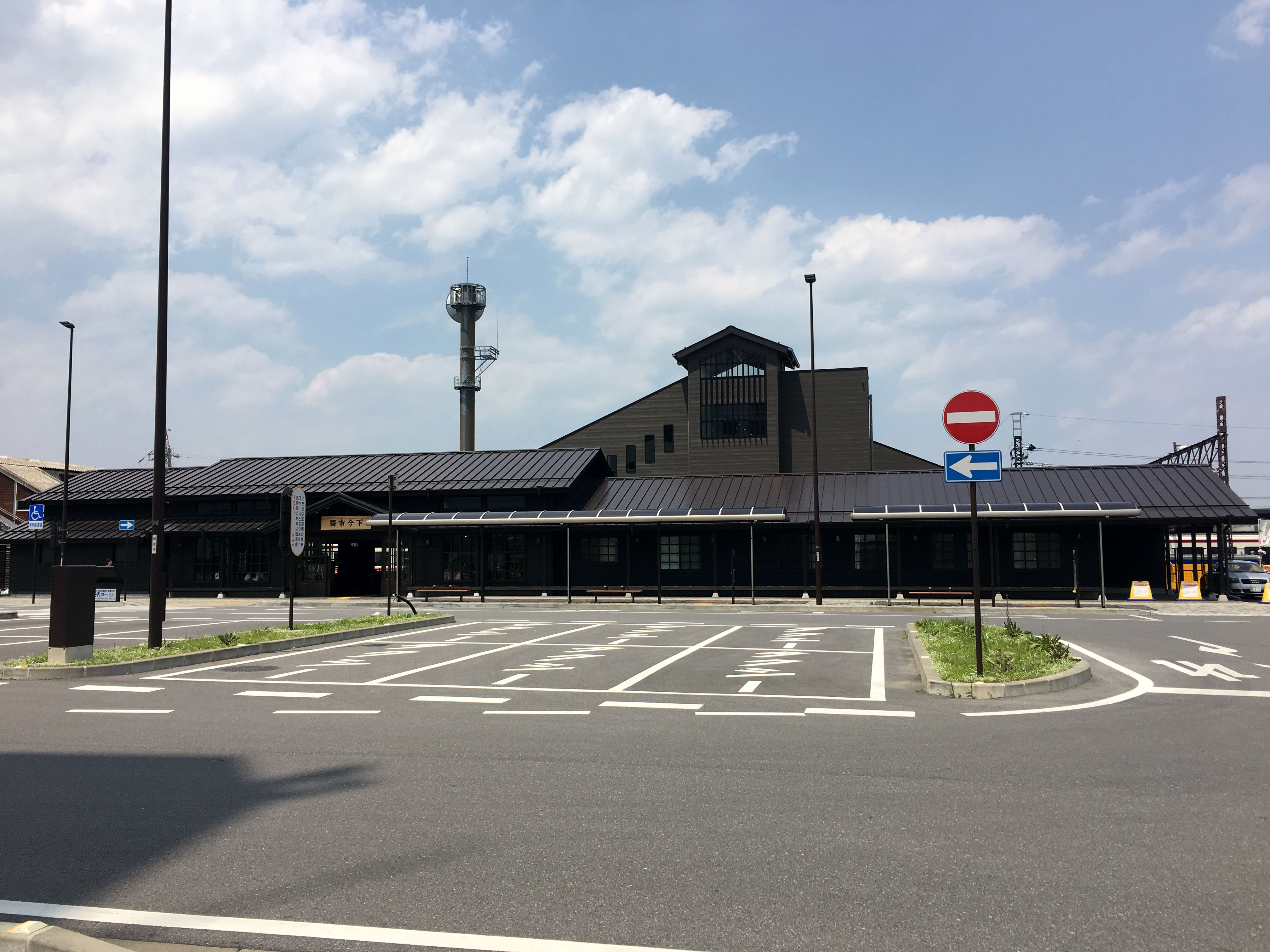
站房全景
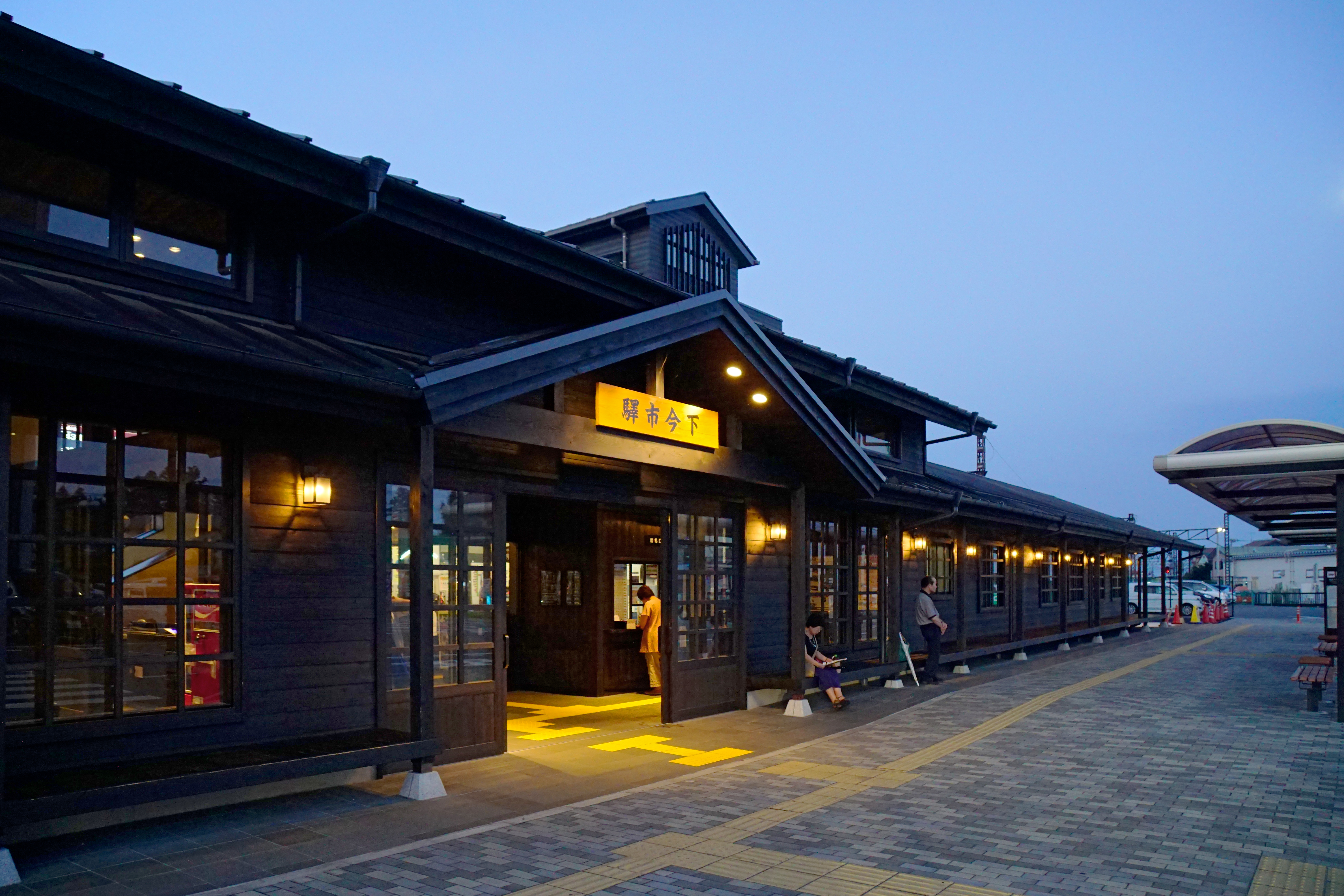
站房入口（傍晚景色）
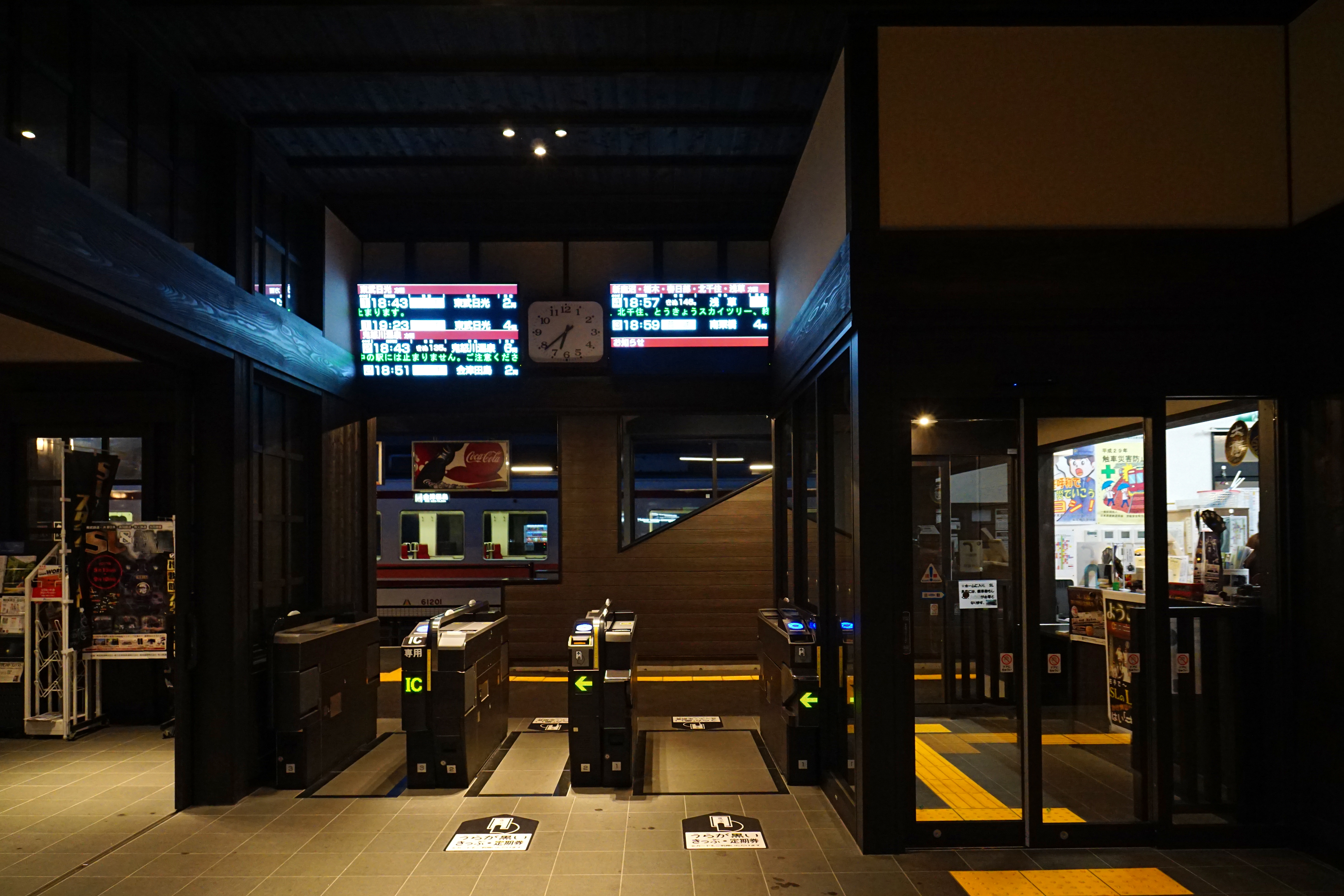
剪票口
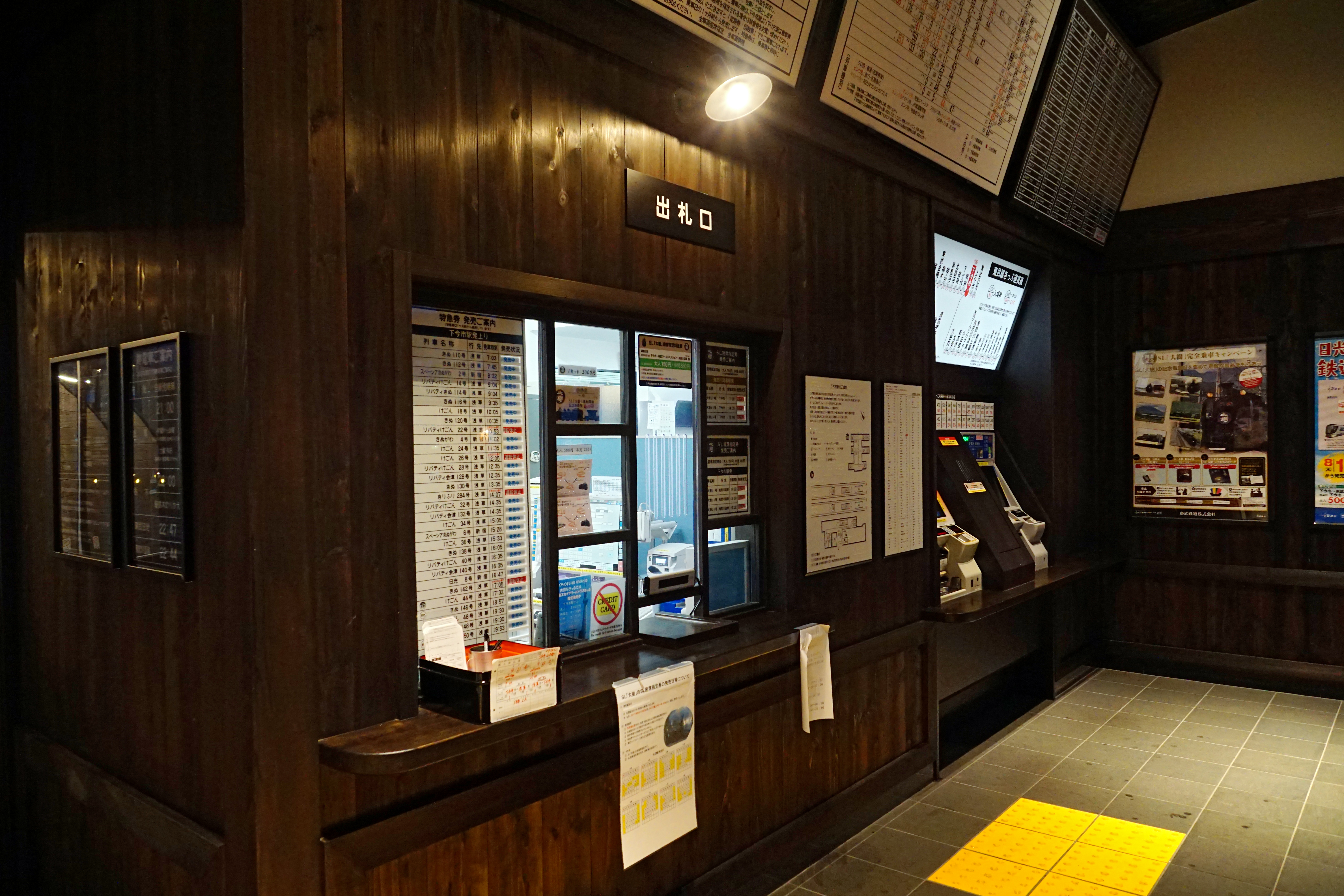
售票處
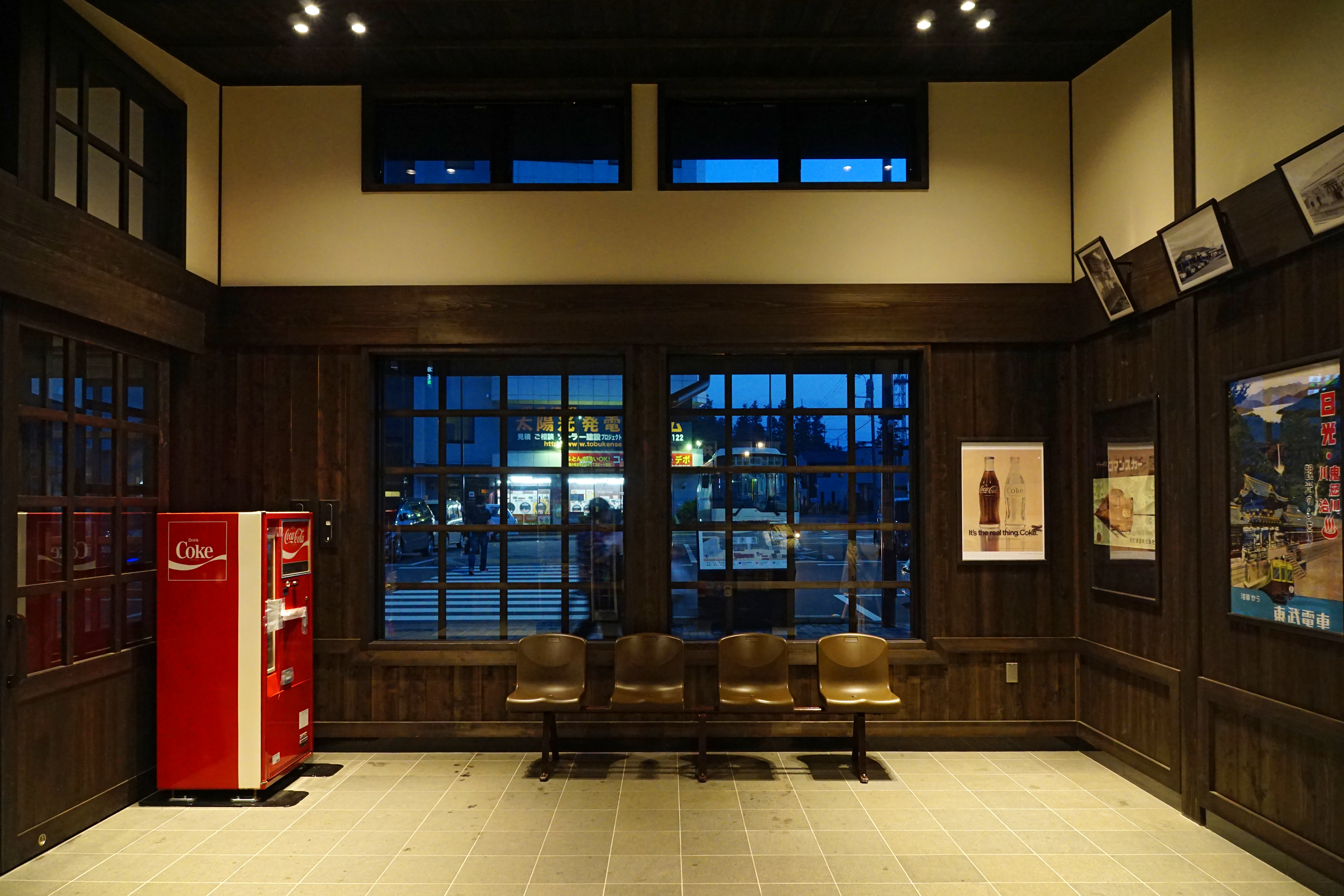
候車室
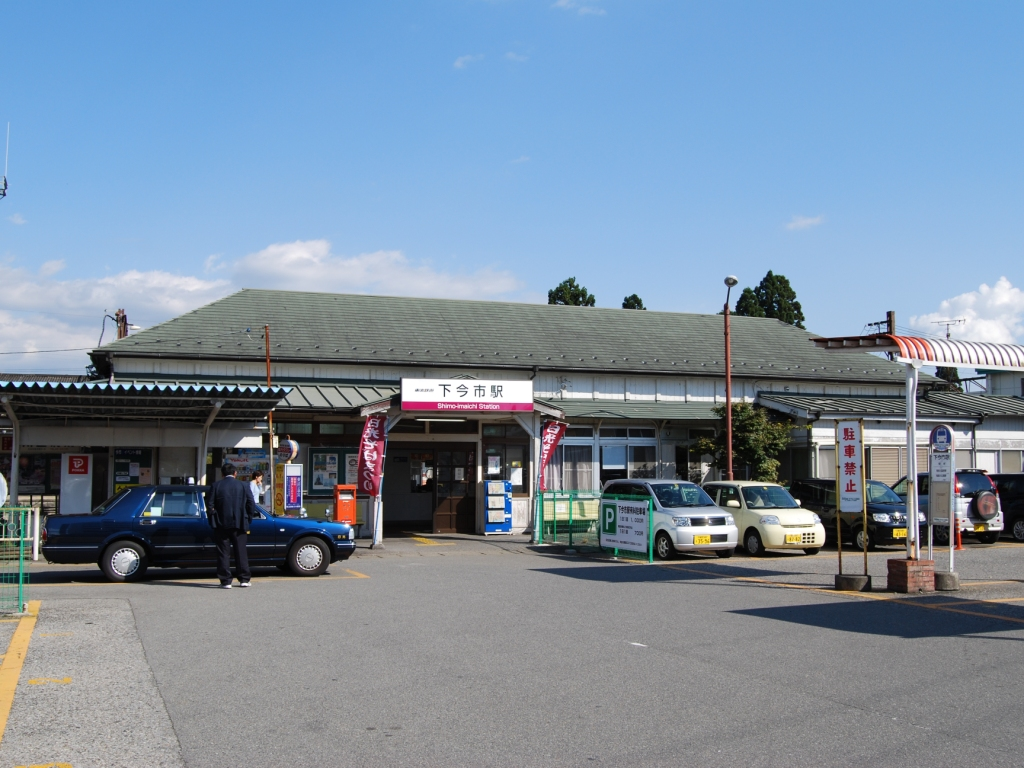
改建前的站房（2008年）

### 月台配置
1號線停靠日光線下行列車，2號線停靠鬼怒川線（部分日光線）下行列車，3、4號線停靠日光線上行列車與本站的東武日光方向 - 鬼怒川線方向折返下行列車。
| 月台 | 路線     | 方向 | 目的地                                                                         | 備註                                                |
| ---- | -------- | ---- | ------------------------------------------------------------------------------ | --------------------------------------------------- |
| 1    | 日光線   | 下行 | 東武日光方向                                                                   |                                                     |
| 2    | 日光線   | 下行 | 東武日光方向                                                                   |                                                     |
| 2    | 鬼怒川線 | 下行 | 鬼怒川溫泉、■野岩鐵道線 會津高原尾瀨口、 ■會津鐵道線 會津田島方向              |                                                     |
| 3、4 | 日光線   | 上行 | 新栃木、東武動物公園、 東武晴空塔線 北千住、東京晴空塔、淺草、 ■JR新宿方向     |                                                     |
| 3、4 | 日光線   | 下行 | 東武日光方向                                                                   | 鬼怒川線折返列車 AIZU Mount Express在本月台起訖     |
| 3、4 | 鬼怒川線 | 下行 | 鬼怒川溫泉、■野岩鐵道線 會津高原尾瀨口、 ■會津鐵道線 會津田島、■JR會津若松方向 | 東武日光折返列車 快速AIZU Mount Express在本月台起訖 |

- 上述路線名使用旅客資訊上的名稱（「東武晴空塔線」為愛稱）。

### SL「大樹」相關設施
SL「大樹」運行前的2017年（平成29年）5月開設配置蒸汽機車與後方補機柴油機車的下今市機關區（下今市SL機關庫）。負責日常運行整備的本機關區內有紅磚風格機關庫與從西日本旅客鐵道（JR西日本）接手的轉車盤。同年7月23日再開設檢修設施參觀空間「轉車盤廣場」與資料展示設施「SL展示館」。

## 使用情況
2018年度一日平均上下車人次為2,524人。
近年一日平均上下、上車人次的推移如下表。
| 年度               | 一日平均 上下車人次 | 一日平均上車人次 | 一日平均上車人次 |
| 年度               | 一日平均 上下車人次 | 日光線           | 鬼怒川線         |
| ------------------ | ------------------- | ---------------- | ---------------- |
| 1998年（平成10年） | 3,680               |                  |                  |
| 1999年（平成11年） | 3,474               |                  |                  |
| 2000年（平成12年） | 3,356               |                  |                  |
| 2001年（平成13年） | 3,184               |                  |                  |
| 2002年（平成14年） | 2,991               |                  |                  |
| 2003年（平成15年） | 2,933               |                  |                  |
| 2004年（平成16年） | 2,775               |                  |                  |
| 2005年（平成17年） | 2,794               |                  |                  |
| 2006年（平成18年） | 2,686               |                  |                  |
| 2007年（平成19年） | 2,589               |                  |                  |
| 2008年（平成20年） | 2,560               | 1,027            | 300              |
| 2009年（平成21年） | 2,559               | 1,020            | 306              |
| 2010年（平成22年） | 2,494               | 1,006            | 270              |
| 2011年（平成23年） | 2,442               | 990              | 239              |
| 2012年（平成24年） | 2,523               | 1,021            | 228              |
| 2013年（平成25年） | 2,526               | 1,021            | 228              |
| 2014年（平成26年） | 2,420               |                  |                  |
| 2015年（平成27年） | 2,381               |                  |                  |
| 2016年（平成28年） | 2,314               |                  |                  |
| 2017年（平成29年） | 2,504               |                  |                  |
| 2018年（平成30年） | 2,524               |                  |                  |

## 車站周邊
本站是今市市市區中心部，日光市役所本廳（舊今市市役所）、日光市立今市圖書館、今市郵便局等都在車站附近。另也鄰近日光杉並木與二宮尊德墓所所在的今市報德二宮神社等史跡。
今市地區中心街道的商業大樓「Shopping Mall日光」正在規劃改建為複合商業設施「日光Landmark（暫稱）」。新大樓為地上3層構造，屋頂上有摩天輪。
東日本旅客鐵道（JR東日本）日光線今市站在本站往西南方約700公尺。

## 巴士
| 乘車處           | 系統                                    | 主要行經地                                 | 目的地         | 運行業者                  | 備註               |
| ---------------- | --------------------------------------- | ------------------------------------------ | -------------- | ------------------------- | ------------------ |
| 下今市站         | 鬼怒川線                                | JR今市站、大谷向站前、新高德站             | 鬼怒川溫泉站   | 日光交通                  |                    |
| 下今市站         | 下今市線                                | JR今市站、高爾夫場前、東武日光站           | JR日光站       | 日光市營巴士              | 委託日光交通運行   |
| 下今市站         | 高速巴士 東京～日光・鬼怒川線           | （直行）                                   | 東京站日本橋口 | 東北急行巴士              |                    |
| 下今市站         | 高速巴士 橫濱・羽田機場～日光・鬼怒川線 | 羽田機場                                   | 橫濱站東口     | 東武巴士日光 京濱急行巴士 |                    |
| 東武下今市站     | 小百線                                  | JR今市站、大谷向、小百                     | 穴澤           | 日光市營巴士              | 委託關東自動車運行 |
| 東武下今市站     | 大渡線                                  | JR今市站、大谷向站前、芹沼本田             | 大渡           | 日光市營巴士              | 委託關東自動車運行 |
| 東武下今市站     | 溫泉線                                  | 今市中學校前、今市工業高校前、大室公民館前 | 溫泉保養中心   | 日光市營巴士              | 委託關東自動車運行 |
| 東武下今市站     | 下野大澤線                              | 日光市役所前、土澤十文字、大澤地區中心     | JR下野大澤站   | 日光市營巴士              | 委託關東自動車運行 |
| 東武下今市站     | 下野大澤線                              | JR今市站、上今市                           | 今市車庫       | 日光市營巴士              | 委託關東自動車運行 |
| 東武下今市站     | 溫泉線                                  | JR今市站                                   | 日光市役所前   | 日光市營巴士              | 委託關東自動車運行 |
| 東武下今市站     | 小百線、大渡線                          |                                            | 日光市役所前   | 日光市營巴士              | 委託關東自動車運行 |
| 東武下今市站     | 小來川地區彈性巴士                      |                                            |                | 日光市營巴士              | 委託日光線通運運行 |
| 東武下今市站入口 | 下小林線                                | 今市中學校前、大室十字路、鹽野室           | 下小林         | 日光市營巴士              | 委託關東自動車運行 |
| 東武下今市站入口 | 下小林線                                | 上今市                                     | 今市車庫       | 日光市營巴士              | 委託關東自動車運行 |

## 相鄰車站
東武鐵道
 日光線
- ■特急「華嚴」、■特急「Revaty華嚴」、■特急「霧降」、■JR線直通特急「日光」「SPACIA日光」停車站

■急行
新鹿沼（TN 18）－下今市（TN 23）－東武日光（TN 25）
■區間快速、■普通
明神（TN 22）－下今市（TN 23）－上今市（TN 24）
□快速（會津山嶽特快）
（鬼怒川線 新藤原方向）－下今市（TN 23）－上今市（TN 24）
※特急「リRevaty華嚴」在下今市 - 東武日光間乘車時僅需乘車券即可上車。但是不能指定座位。
 鬼怒川線
- ■特急「鬼怒」、■特急「Revaty鬼怒」「Revaty會津」、■JR線直通特急「鬼怒川」「SPACIA鬼怒川」停車站、■SL「大樹」起訖站

■區間急行、■普通
（日光線 新栃木方向）－下今市（TN 23）－大谷向（TN 51）
□快速（會津山嶽特快）
（日光線 東武日光方向）－下今市（TN 23）－大谷向（TN 51）
※特急「Revaty鬼怒」「Revaty會津」在下今市 - 新藤原 - 會津高原尾瀨口 - 會津田島間乘車時僅需乘車券即可上車。但是不能指定座位。

## 延伸閱讀

### 書籍
- JTBC-R200402 花上嘉成 『東武デラックスロマンスカー』 JTBパブリッシング 2004年2月 ISBN 4-533-05170-7

### 雜誌記事
- 『鉄道ピクトリアル]』 鉄道図書刊行会
  - RP263_p11-18 中川浩一 「東武鉄道の系譜」 1972年3月臨時増刊号（通巻263号） pp.11 - 18
  - RP263_p118-123 小林茂 「下野電気鉄道」 1972年3月臨時増刊号（通巻263号） pp.118 - 123

## 外部連結
- 下今市（車站資訊） - 東武鐵道